# ويلبر إف. ساندرز
ويلبر إف. ساندرز هو محامي ومدع وسياسي أمريكي، ولد في 2 مايو 1834 في ليون في الولايات المتحدة، وتوفي في 7 يوليو 1905 في هيلينا في الولايات المتحدة. نشط حزبياً في الحزب الجمهوري. وقد انتخب عضو مجلس الشيوخ الأمريكي ‏ عن دائرة Montana Class 1 senate seat ‏ وقد انضم خلال فترته النيابية ‏ (4 مارس 1891 – 4 مارس 1893) للكتلة البرلمانية الحزب الجمهوري وانتخب عضو مجلس الشيوخ الأمريكي ‏ عن دائرة Montana Class 1 senate seat ‏ وقد انضم خلال فترته النيابية ‏ (1890 – 4 مارس 1891) للكتلة البرلمانية الحزب الجمهوري.